# Henriette Amalie von Friesen
Henriette Amalie Gräfin Reuß zu Obergreiz, geb. Freiin von Friesen (* 19. Mai 1668 in Dresden; † 2. August 1732 in Berggießhübel) wurde durch Heirat eine Gräfin Reuß zu Obergreiz.

## Leben
Henriette Amalie wurde als Tochter des Freiherrn Heinrich von Friesen (1610–1680) und der Freiin Maria Margaretha von Lützelburg (1632–1689) geboren. Am 3. Mai 1691, mit 23 Jahren, was zu der damaligen Zeit schon als relativ alt galt, heiratete sie den fast 19 Jahre älteren Grafen Heinrich VI. Reuß zu Obergreiz (ältere Linie) (1649–1697), für den es bereits die zweite Ehe war. Aus der Verbindung gingen nach neueren genealogischen Erkenntnissen vier Kinder hervor: 
1. Graf Heinrich I. Reuß zu Obergreiz (* 29. Dezember 1693;[1] † 7. September 1714)
2. Gräfin Johanna Margarete (* 18. Februar 1695; † 20. März 1766)
3. Graf Heinrich II. Reuß zu Obergreiz (* 4. Februar 1696; † 17. November 1722)
4. Tochter N. N.[2]

Die Familien Friesen und Reuß waren führende Adelsgeschlechter am Dresdner Hof, mit ausgedehnten Ländereien in Sachsen und Thüringen, wobei die Reuß als reichsunmittelbar regierendes Haus sogar den Wettinern ebenbürtig waren. 
Nach dem Tod Heinrichs VI. am 11. Oktober 1697 zog Henriette Amalie von Greiz, der Residenzstadt der Familie Reuß, nach Dresden und führte teilweise recht erfolgreich einen sogenannten „politischen Salon“. Zudem soll sie mit dem Statthalter Dresdens, dem Fürsten Anton Egon von Fürstenberg eine Liaison gehabt haben. Ihr Salon war ein wichtiger Dreh- und Angelpunkt des höfischen Lebens der sächsischen Hauptstadt zu Beginn des 18. Jahrhunderts. Viele Höflinge wie die Grafen Wackerbarth, Flemming oder Vitzthum von Eckstädt, aber auch die ehemaligen Mätressen Augusts des Starken, Aurora von Königsmarck und die Fürstin Teschen waren häufige Besucher des Reußschen Salons. August der Starke selbst hat wohl nur selten dieses Etablissement besucht. 
Zeitgenossen behaupteten, dass die kursächsische Politik nicht im Kabinett der Minister, sondern im Haus der Gräfin Reuß gemacht worden sei. In Wirklichkeit waren es wohl eher höfischer Klatsch und die Intrigen, die hier geschmiedet wurden. So sind sämtliche mehr oder weniger erfolgreichen Komplotte gegen die Gräfin Cosel, zu der die Reuß zunächst versucht hatte, freundschaftliche Bande zu knüpfen, hier entstanden. Die Gräfin zählte zeitweise zu den mächtigsten und einflussreichsten Hofdamen. 1702 lebte sie teitweise auf dem Kammergut Lohmen.
Gräfin Henriette Amalie Reuß verstarb am 2. August 1732 in Berggießhübel und wurde in Schönfeld bei Pillnitz beigesetzt. In ihrem Testament vom 28. August 1732 hatte sie 4000 Taler „vor der Armuth in Dresden“ ausgesetzt.

## Film
- In der aufwändig produzierten DDR-Filmreihe Sachsens Glanz und Preußens Gloria wurde sie von Božidara Turzonovová gespielt.